# Антимонов, Николай Алексеевич
Никола́й Алексе́евич Антимо́нов (1902 — 1985) — гидротехник, гидролог, педагог, доцент; автор работ по курскому естественнонаучному краеведению.

## Биография
Родился в Курске. В 1920-е—1930-е годы работал на разных технических должностях по части гидрологии, мелиорации, торфоразработок. 
В 1920-е годы был членом Курского краеведческого общества. На протяжении последующих десятилетий не оставлял краеведческой деятельности. Публиковал биографии и популяризировал в своих работах опыт курских техников-самоучек — астронома и метеоролога Ф. А. Семёнова, ветроэнергетика А. Г. Уфимцева. 
В 1932—1934 заведовал Курской гидрологической станцией. Преподавал геодезию и гидрологию в учебных заведениях г. Курска. 
После начала Великой Отечественной войны эвакуировался в Куйбышев. В 1943 назначен начальником Курской гидрометеостанции, где проработал до 1954.
С 1954 перешёл на преподавательскую работу (доцент) в Курский государственный педагогический институт (ныне Курский государственный университет). Автор многих статей по гидрологическим вопросам, книг и брошюр. Опубликовал также ряд работ по биологии и гидронимике Курского края.

## Сочинения
- Исследования малых рек: Руководство к проведению турист. вод. походов школьников. М., 1940.
- Курский астроном и метеоролог Фёдор Алексеевич Семёнов. Курск: Изд. и тип. изд-ва «Курская правда». 1946.
- Курский изобретатель — ветроэнергетик А. Г. Уфимцев. Курск, 1949.
- Исследования малых рек. Л.: Гидрометеоиздат, 1950. 128 с.
- Массовые снегомерные съёмки. Л.: Гидрометеоиздат, 1950.
- Изменяется ли климат. Курск: Кн. изд., 1956.
- Природа Белгородской области. Белгород: Кн. изд., 1959.
- Фёдор Семёнов — курский астроном. Курск, 1961.
- Школьные походы по изучению рек, озер и болот родного края. — М.: Учпедгиз, 1963. 132 с.
- Атлас Курской области. М.: ГУГК при СМ СССР, 1968.